# WildFire (Silver Dollar City)
WildFire in Silver Dollar City (Branson, Missouri, USA) ist eine Stahlachterbahn vom Modell Sitting Coaster des Herstellers Bolliger & Mabillard, die am 4. April 2001 eröffnet wurde. Sie ist die höchste und schnellste Achterbahn des Parks und besitzt fünf Inversionen: einen Immelmann, einen Looping, eine Cobra-Roll, welche aus zwei Inversionen besteht, sowie einem Korkenzieher.

## Thema
Das Thema basiert auf einer Geschichte aus den 1880ern des alten Erfinders Dr. Horatio Harris aus dem Gebiet Ozark-Plateau. Er wollte eine Flugmaschine bauen, um damit das Ozark-Plateau zu überfliegen. Der Treibstoff für die Flugmaschine wurde Wildfire genannt.

## Züge
WildFire besitzt zwei Züge mit jeweils acht Wagen. In jedem Wagen können vier Personen (eine Reihe) Platz nehmen. Als Rückhaltesystem kommen Schulterbügel zum Einsatz. Die Fahrgäste müssen mindestens 1,32 m groß sein, um mitfahren zu dürfen. Eine Besonderheit ist, dass die Züge auf der Hyper-Coaster-Variante von B&M basieren. Die Füße der Fahrgäste haben aufgrund der höheren Sitzposition keinen Bodenkontakt.